# Jesús Sarabia
Jesús Sarabia (* 13. Januar 1946 in Mexiko-Stadt) ist ein ehemaliger mexikanischer Radrennfahrer.

## Sportliche Laufbahn
Sarabia war Straßenradsportler und Teilnehmer der Olympischen Sommerspiele 1968 in Mexiko-Stadt. Das olympische Straßenrennen beendete er auf dem 43. Platz.
Bei den Olympischen Sommerspielen 1972 in München wurde er im olympischen Straßenrennen beim Sieg von Hennie Kuiper 10.
1968 wurde er hinter Wladimir Sokolow Zweiter der Mexiko-Rundfahrt und gewann eine Etappe. In der Internationalen Friedensfahrt 1969 kam er auf den 55. Rang. Die Kuba-Rundfahrt 1972 sah ihn auf dem 10. Gesamtrang.